# Georg Ludwig Koeler
Georg Ludwig Koeler ( * 1765 - 1807 ) fue un médico, botánico, profesor alemán.

## Algunas publicaciones

### Libros

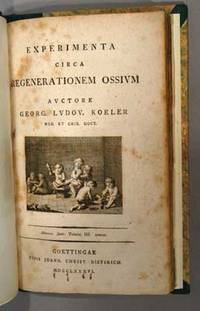
„Experimenta circa regenerationem ossium“

- 1786. Experimenta circa regenerationem ossium ... Ed. Typis J.C. Dieterich. 106 pp.
- 1800. Berichtigung der in B. Ruf's Schrift dargestellten Geschichte der Entbindung und des Wochenbetts der Frau W ... bis zum achtzehenten Pluvios und Fortsezzung dieser Geschichte bis zum Tode der Kindbetterin und der Oefnung des Leichnams
- 1802. Descriptio graminum in Gallia et Germania tam sponte nascentium quam humana industria copiosius provenientium. 384 pp. en línea
- 1805. Lettre la M[onsieu]r Ventenat sur les boutons et ramifications des plantes. 38 pp.

## Honores

### Epónimos
género Koeleria Willd.
de las familias:
- Flacourtiaceae
- Poaceae, Koeleria "Pers." St.-Lag.[2]

- La abreviatura «Koeler» se emplea para indicar a Georg Ludwig Koeler como autoridad en la descripción y clasificación científica de los vegetales.[3]